# 明鄉人
明鄉人（越南语：／），亦作明鄉（越南语：／），舊稱明香，狹義上是指越南京族內的一群華人後裔，源自17、18世紀明朝末年至清朝初年間，大批由於戰亂或經商而離開中國、輾轉遷入越南的華人族群，其中以男性居多。隨著明帝國的滅亡，他們當中有許多出於對滿清的排斥而請求越南皇帝收留，為後者開拓疆土、從事貿易與農耕。最終，明鄉人在當地扎根，與越南女性通婚、繁育後代。由於貢獻頗多，朝廷准許他們設立叫做「明香社」（后改稱「明鄉社」）的村社組織進行自治。經過數百年的發展，明鄉人經歷了各個封建朝代、法國的殖民統治與南越和北越的分裂，在越南留下了許多文化印記，更成為中、法、越三方不同時期種族紛爭的焦點。由於長期通婚混血和強制同化等因素，他們逐漸失去對「中國人」之身份的認同和使用漢語交流的能力，人口也逐漸減少。今天在越南的明鄉人已經融入越南文化、改用越南語，大致上改尊越南京族習俗，變成越南主體民族的一份子，因而不再被視作華族人。

## 緣起

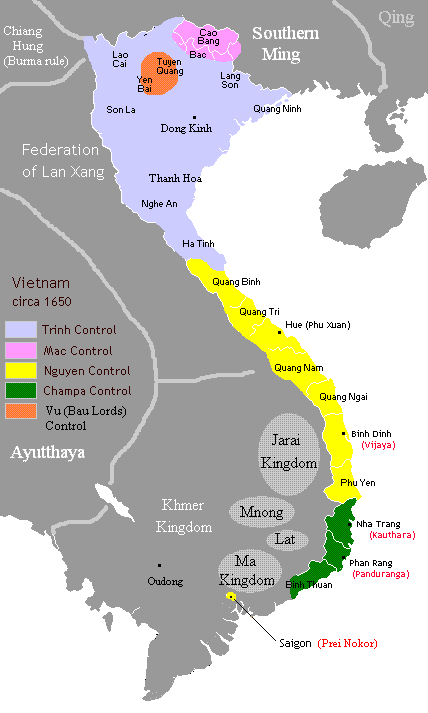
鄭阮紛爭期間的越南局勢：淡紫色區域屬於鄭主，黃色區域屬於阮主，最北方為南明。

中國與東南亞地區的交流最早可追溯至漢朝，經商或者戰亂致使中國人在之後的數百年間遷入東南亞諸國。而越南作為曾被中國直接統治的鄰國，很早以前便是中國人前往從商或遷居的國家之一。不過由於歷史因素，在今天辨識這些早期移民已十分困難，而仍有文獻可供考證的最早華裔移民大都始於明朝。:7
16至18世紀，越南經歷了南北分裂與各地方政權間的爭鬥，其中包括北方政權鄭主與南方政權阮主。後者在地處越南中部的重要港口會安進行國際貿易，前去交易的商人多來自明帝國、台灣、葡萄牙、日本與荷蘭等地。:7在這一時期，明朝人普遍順著冬季東北季風乘船去往會安，後又藉助夏季西南季風返鄉。故此，越南本地居民將這些人稱作，字面含義是「坐船來的人」。:7
最初，明朝商人位於會安的聚集地被稱作「大明客庯」，亦演化出「大唐街」之名。1644年，闖王李自成攻入大明國都順天府（今北京市）。而後吳三桂引清軍入關，明帝國滅亡。流離失所的皇親國戚、朝廷官員、將領與難民遷至東南亞各地，包括台灣與越南。其中有許多拒絕依順清朝或為躲避戰亂的明朝人士移居至會安。:7定居於海外的明朝人通常懷有強烈的民族情節，著明朝服裝、戴明朝儒巾，保持著明朝特色、強調中華血統。朱姓的明帝國滅亡，而「海上明朝」不滅。:5
此時，越南作為受到中華文化影響的藩屬國，視明朝為中華正統，對流落異鄉的明朝人致以不同程度的同情并給予收容。:5位於北方的鄭主為防止遭到清朝干涉而對明朝移民實行較為嚴格的入籍與同化措施，距中國更遠的阮主為對抗北方政權、開拓南部疆域而對這些移民更加歡迎。:7-8

## 17至18世紀

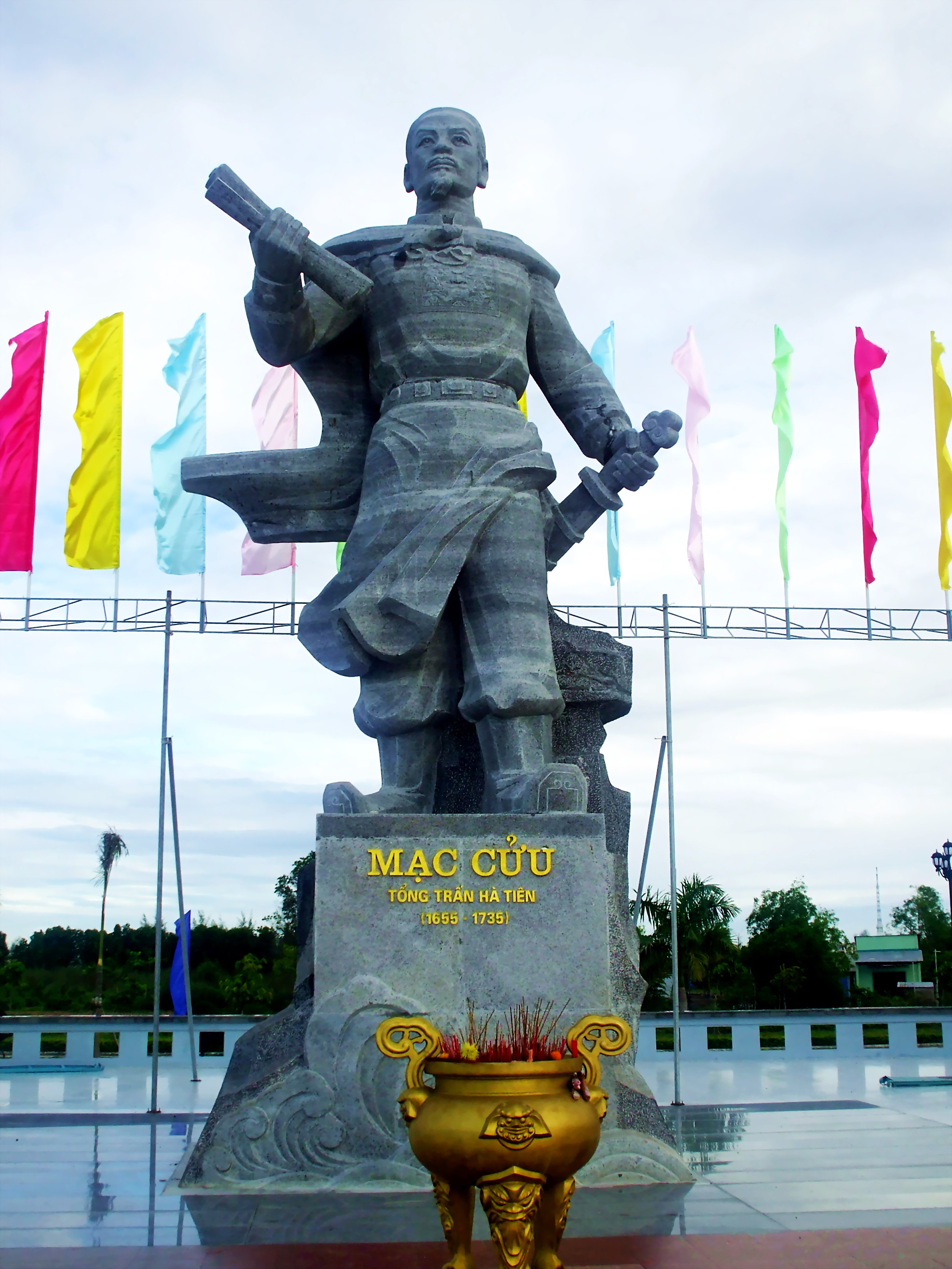
越南的鄚玖石像。

據越南史書《大南實錄》前編卷五記述，廣東雷州莫府城明朝餘部後人鄚玖於1671年率四百餘文人、壯士與眷屬乘船抵達柬埔寨南部的「水真臘」（下柬埔寨），獲國王同意后負責開墾荒地，在河仙一带召集流民、將該地經營得繁榮昌盛。:3
而鄭成功舊部楊彥迪、陳上川總兵在1679年率三千餘軍士乘五十餘艇艦船登陸於順化附近，請求時年由阮氏家族控制的地方割據政權廣南國（即阮主）收容。同一時期，另有170多名鄭成功的其他下屬自台灣流亡至會安。:3賢主阮福瀕擔憂收留明人會招致清朝不滿，加之又不放心讓這些明朝將士駐紮於腹地，故命其遷居水真臘。陳上川一行人在水真臘與土著相處融洽、致力於開墾，很快將當地開拓為商業港口，吸引了更多華商前往。1698年，阮主阮福淍命阮有鏡遠征水真臘，正式將嘉定一帶納入版圖，設置嘉定府。
1708年，鄚玖歸順廣南國，將先前開墾的土地贈予顯宗阮福淍，受封「何仙鎮總兵」。:3其在柬埔寨開拓的河仙一帶之後成為越南的河仙省（今堅江省）。:8廣南國又向楊彥迪、陳上川一干人等授予官位，命其繼續開墾南部疆域，其中包括了越南嘉定省（今胡志明市）、定祥省（今前江省）與邊和省（今同奈省）等。:8
有鑒於扎根於越南的明朝人為越王開拓疆域的事業貢獻頗多，廣南國為他們專門制定政策，下旨批准其在當地立社進行自治——設立稱作「明香社」（Minh Hương xã）的村社組織，其中「明香」意為「維持明朝香火」。最初的明香社由聚集於會安的約五千明朝人建立。村社的男性成員以明朝人與明越混血人士居多，而女性成員大都是越南本地人。這些人正是越南南部明鄉人的祖先。:8
根據越南學者阮紹婁（Nguyễn Thiệu Lâu）的觀點，明香社的起源可以追溯至17世紀前，並在17世紀初正式成立。廣東省社會科學院的李慶新稱，明香社的出現「不會早於1644年」。而日本越南歷史專家陳荊和認為明香社應在1645年至1653年間出現，甚至可以具體到1650年左右。《大南實錄》在顯宗戌寅六年（1698年）二月的記述提供了最早有關明香社的證據：:6
初置嘉定府，命統率阮有鏡經略真臘，分東浦地，以鹿野處爲福隆縣，建鎮邊營；柴棍處爲新平縣，建藩鎮營。營各設留守、該簿、記錄及奇隊船、水步精兵、屬兵。斥地千裏，得戶逾四萬，招募布政以南流民以實之。設立社村坊邑，區別界分，開墾田土，定租庸稅例，纂修丁田簿籍。又以清人來商，居鎮邊者立爲清河社；居藩鎮者立爲明香社。於是清商、居人悉爲編戶矣。
明香社與清河社的不同之處在於，前者收納的華人較早定居越南，而後者的成員直至清朝時期方才遷入。:6明香村社繁榮與興盛的氛圍不但吸引了更多的華人移民，甚至還引來了日本、阿拉伯國家、印度以及歐洲的商人。:15
各國學者對「明香」與「明鄉」的定義持有不同的觀點。法國國立東方語言文化學院越南語學者吉恩·博尼特在《安南-法蘭西辭典》與《安南-支那-法蘭西辭典》中解釋：「明鄉」是清朝入主中國時移居安南的明朝人。英國歷史學家維克托·普賽爾曾稱：:5
華僑與安南人結婚所生子女通稱「明鄉」……由於華人男性移民多未結婚即來到越南三邦，他們通常就娶本地人為妻。無疑地，這不僅是受到了天然需要一個伴侶的欲望的影響，而且也是因為利用這種聯姻即可與本地人民通商。這種婚姻很得安南人及柬埔寨人的好感，因為華僑是以樸素、勤勞和節儉見稱的，而且本地人認為他們具有無法競衡的超越智慧，而極為欽敬。

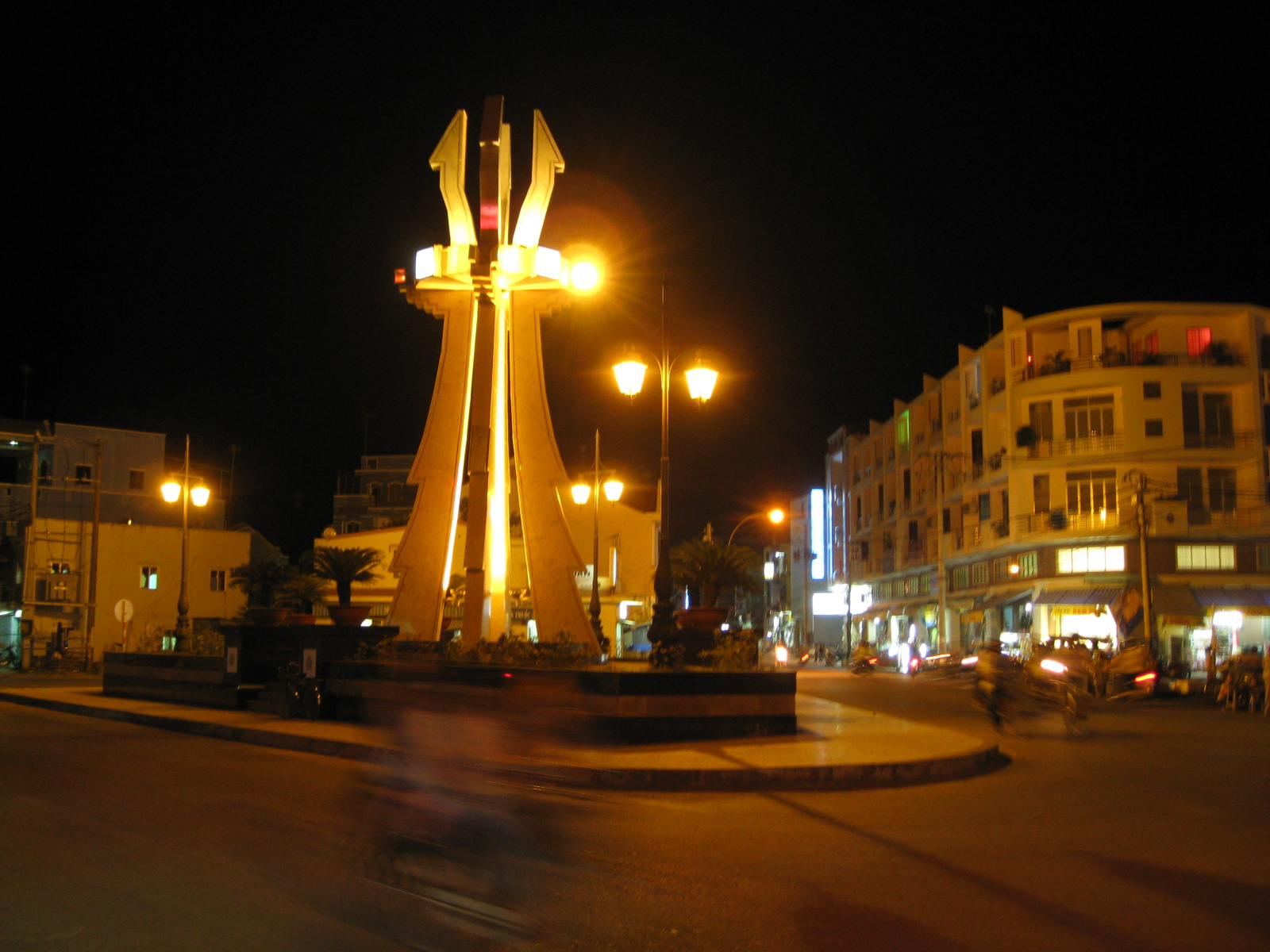
當代的河仙市夜景。

在諸多南下繁衍生息的明清華人當中，一個典型的人物是祖籍福建漳州龍溪的陳養純。據《明鄉陳氏正譜》記載，在明香社最初誕生的1650年前後，陳養純抵達越南。在之後的百多年里，其後人數度返回祖國探親、營商、娶婦等，而整個陳氏依舊與福建的宗族保持著聯繫。:30─31在阮主時期，此一家族已受阮主的重視，獲拜授官職、為阮氏效力的家族人物亦有不少。如陳養純次子陳洪精通醫學，獲「阮湃公」（指阮福淍）禮遇，「虛席以待，尊以賓禮」。:46第四代人陳申，獲太醫院委以內醫司一職:58。第五代人陳士團適值西山傾覆阮主時期，隻身到嘉定嚮應阮福映的募兵活動，獲充當「剪鋒統衛」之職。:67以陳氏為典型的華人家族，之所以得到阮主器重，據學者陳荊和分析，是由於阮氏政權對南移的明人深表同情，故此設法收容，給與居住、商業等方面的便利，並看準了他們的人力物力，可「用以促進南疆之開拓及建設」。:5-6直到繁衍至第六世時，陳家人仍有入朝為官、踏步上層階級，而這一家族與故國宗親的聯繫才漸漸消散。即便如此，陳氏嫡親後人延綿九世皆只娶華人作正房，陳家女性後人亦有許多嫁給華裔。族系中的嫡傳男子更依照字輩為後人起名，遵循了中國古代的傳統。截至20世紀60年代，這一家族已有三百多年歷史，傳至第十一世。:14
儘管同一時代的北方政權鄭主對待華人的態度不如阮主寬容，其依舊推崇明朝、令清朝來人遵循越南風俗。《欽定越南史通鑒綱目》記述1662年秋：:8-9
清入關薙發短衣，守滿洲習，宋明衣冠禮俗蕩然，往來日久，越人效之，乃嚴饬北人僑越者，言語衣服，一遵越俗，非有熟人引導，不准入都城；邊境居民，不得效其聲音衣服，違者罪之。
至18世紀，鄚玖之子鄚天賜继承父业，为地方建设贡献良多。河仙在父子二人的苦心經營之下，境內制度完全遵照明朝的風格設立，興建學校、崇尚中國古典文化。:13同時，廣南國貿易盛行，其中以對華貿易為最。在西山朝於18世紀末期推翻廣南國、建立新政權之前，明香社的成員則負責在港口檢查船隻、秤斤與價值，也在外國船隻抵達會安時任職「通事」，為貨物制定價格。但總體而言，多數明香人仍以農耕為主。各地針對他們實施的賦稅政策不盡相同，大致會依據人數、地區征收銀兩或布料。相比之下，由於鄚玖在河仙一帶的開拓貢獻，此地的明香人賦役較輕，年邁、病患者更可獲准減半征收。:12

## 19世紀

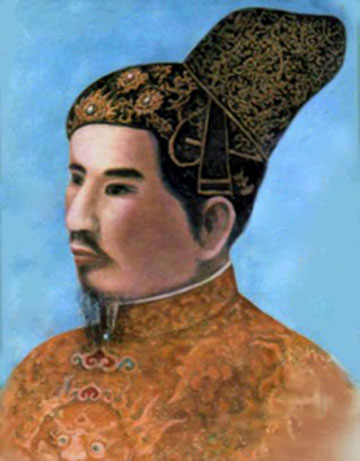
嘉隆帝阮福映畫像。

1802年，廣南王室出身的嘉隆帝阮福映統一越南、建立阮朝，以順化為都。1807年，阮福映號令在全境設立明香社，便於針對華人的管理與戶籍編纂。:81814年，朝廷在全國範圍內進行土地清丈，留下的記錄中提到了明香社的位置：緊鄰廣南總督府，與會安的村莊接壤，南方則是廣南省的秋盆河。:7
1826年，戶部奏議對嘉定與北城區間的明香人實施其它地區的既定稅例以改變稅金的地區性差異、增加朝廷稅收（每人征收二兩銀子，老人、病患除外），隨後得到了明命帝阮福晈的批准。:121827年（一說1826年），「明香」這一稱謂在阮福晈治下被改作「明鄉」。:8而明鄉社設有各級職務，如會安明鄉社的鄉老（也稱鄉紳或鄉目）、鄉長、訓導、政長（也稱鄰長）、附長、甲首（即社民代表）等。:8-9
在1829年以前，明鄉人生下的嬰孩均被視作中國人。:272直至明命帝於1829年下詔稱：「明鄉人夫婦及其家族，不得復返中國。」從這一時期開始，明鄉人及其後代得到了與本地人同等的權利（包括政治權利）、開始被視作安南人。而明鄉社則成為當地的基層組織，行政級別在縣之下。儘管如此，民間並未徹底拋棄「明香」一詞，許多地方依舊繼續使用。:272:8-9
據《大南實錄》記載，同年7月的戶部奏議顯示當時的明鄉社相對集中在越南中部與南部。維克托·普賽爾認為，明鄉人在交趾支那的數量最多。:81842年，紹治帝阮福暶又下詔書：「凡有五名以上明鄉人之處，得准自行另立鄉社，明人須造冊呈報姓名，並禁止剃髮結辮，不得什於華人戶籍。」不過有鑒於種種天災及先皇設立的苛捐雜稅過多，阮福暶也曾數度為明鄉及清朝移民緩收、減去乃至免除稅銀，意在軟化階級矛盾、維持統治秩序。
19世紀初，西方殖民者逐漸向東亞、東南亞滲透，而阮朝針對西洋人的商業行為實施相對嚴格的管控方式，清朝商人的交易則成為了鴉片流通的主要途徑。明鄉人在發展的過程中也時有牽涉到鴉片。據阮朝官員潘叔直編撰的《國史遺編》，1820年曾經發生過這樣一件事：「詔禁鴉片，即阿煩是也。由明鄉客商，獻北城總鎮。總鎮吸藥，致罪五六日不醒，政事委積。事聞，詔禁之。」到了1832年，朝廷開始頒布禁煙令：「申嚴鴉片之禁。先是止罪盜突，至是並禁客商煎煮。河內有明鄉客犯禁，送流河仙。」由於屢禁不止，朝廷之後也曾繳獲部分清人船隻盜運的鴉片，進而銷毀之。
阮朝的政策總體來講傾向於照顧華僑，尤其優待明鄉人，准許其參與科舉、補用官場。正是由於明鄉的待遇較好，許多清朝時期方遷至越南的中國人及其子孫亦自認「明鄉人」、與越南女性通婚。因此，「明鄉人」不單保有最初「明朝香火」的含義，也被用以泛指一些與越南人通婚的中國人之後代。:8
阮朝不僅允許、甚至推動明鄉社的確立，除了是對華人為19世紀初期統一越南之貢獻作出回報之外，學術研究表明這其中還存在其它原因：安南是以大明為中心的東亞乃至東南亞朝貢體系中的一員，其與明朝的關係等同於藩屬國與宗主國的關係。隨著明帝國的滅亡，安南在承認清朝的同時，又堅持以明朝為中華文化正統，始終模仿學習之。這一點可以在阮福映之祖父、廣南國武王阮福濶於1738年實施的政策上體現：「其文武官服，參酌漢唐歷代至大明制度及新製式樣，其士庶服舍器用，略如大明體制，盡除北河陋習，為衣冠文獻之邦矣」。:8

## 20世紀

法屬印度支那的政區劃分：左側為老撾和柬埔寨，右側從北至南分別是東京（北圻）、安南保護國（中圻）與交趾支那（南圻）。

### 法國統治下的越南
1916年之前，法屬越南政府將明鄉人視作越南人，但准許其中的部分保留中國國籍。1916年後，法國依據本國的《國籍法》承認一些（而非全部）法屬印度支那的明鄉人持有法國國籍。:123法國也藉由數部法律讓明鄉人作出選擇：成為中國人，或者「法屬亞洲公民」（French Asian citizens）。由於入籍中國就要向法國政府交一筆錢，這對法國人而言也有利可圖。:281933年，法屬越南通過一項法案，使在那時之後出生於交趾支那、河內、海防與峴港的明鄉嬰孩自動成為法屬亞洲公民，而先前出生的孩童則被視作中國人或外國人。:38
第二次世界大戰前夕，法屬越南批准華僑設立明鄉社，准許其在政府部門任職、享受與越南人相同的待遇。其目的在於鼓勵華僑加入越南國籍。中國抗日戰爭結束之後，一些越南國內的華裔與華僑以「中國收復越南北部地區激起民族榮譽」及「越南政局混沌、法方壓迫在即」等理由向中華民國駐越南使館申請中國國籍。不過此舉遭到拖延、未得到使館的及時批復。:32
中國駐西貢總領事館1946年6月14日的報告指出：「法南圻政府即將舉行普選，該地明鄉殷富者與知識份子為避免捲入政治紛爭、遭受損害，多不願參加選舉。並紛紛來館請發國際證明書。」而位於廣治省的中華會館在1948年3月19日的報告中稱，加入明鄉社的華僑有「欲謀法越政府些少職業以圖眼前生計者」、「父母早亡而乏人提攜者」和「有感於華僑身稅太重者」。正是因為中國政府無法改善法屬越南對華人徵稅過高的局面，部分已經獲得中國國籍的明鄉人再度歸化越籍。:34-5同年，越南各省依據1947年《關於外人僑居越南之法令》向當地華僑發出通告，稱「凡華父越母所生子女，應視為越民，不得請領中國僑民之身份證」。:35
法國認為，明鄉人屬於中越或者中棉（高棉）混血，父方是中國人、母方是越南土著，戰前時期的人口約為21至22萬。但中國《關於明鄉問題》報告稱，當時的明鄉總人口是法國統計的5倍。此外，中方認為「明鄉」僅僅是歷史詞彙，實質上所有明鄉人以及土生華人都屬於「華僑」的範疇。在1948年的《華父越母所生子女之國籍問題研究報告》中，中國駐河內總領事館云：:32-3
（明鄉人是）在某一時期某一地區，能受安南皇朝減稅養卹官爵而為明鄉社社員之華父越母所生子女。所謂某時某地，今已難考，但停止受得安南皇朝實惠，以及明鄉社名存實廢已係不可爭論之事實，在我方看法，明鄉人自法國統治越南起，即應絕跡。明鄉之子女，亦不能成為明鄉，然此說法在法方觀止，則嫌過於嚴格，蓋法方不僅視明鄉之子女為明鄉，且對一切華父越母所生子女，統稱明鄉，但法方此種看法在我視之，則又嫌過於廣泛。
加之，法國依據屬地主義（又名出生地主義）決定公民的國籍，但中國卻依據血統主義（拉丁語：jus sanguinis）。故而在人口和國籍這兩點上，中法雙方觀點差異過大、各執一詞，問題演變成了主權爭議。:331948年6月，河內公安局開始在「華僑身份證」上加蓋「明鄉」戳記、註明所屬地方幫派。而後政府又要求「華父越母」者將身份證更換為越南籍。7月至8月，順化的中華會館報告稱「凡華父越母之子女前往法公安局申請內地通行證或離境證時，均遭拒絕」。9月20日，老街省公安局沒收了當地80多名華僑的身份證、強行將40人更改成明鄉的姓名和戶籍，稱「凡1931年7月1日以前在越南出生之男女，其父雖為華人，其母為越南或土人者，一律改從母籍」。由於法屬越南政府的行為引起了當地華僑的恐慌，地方華僑領袖請雲南省在越南的督辦公署出面交涉。10月，一些已蓋上明鄉印記的「華僑身份證」又被政府換成了越南身份證。:36-7
有研究稱，法屬越南「刻意給予華僑種種便利，擴大越人仇視華僑情緒」，強行令明鄉人轉入越籍、「剪短其與中國臍連之關係」，但又未予其與法國人相同的待遇，從種種方面對包括明鄉人在內的華人採取了隔離主義。:59

### 南越和北越的分治
1955年12月7日，南越總統吳廷琰通過第10號諭令頒布了《越南共和國國籍法》，其中涉及到明鄉人的條款稱「明鄉（生在越南之華父，越母混血子女）無論持有越南人或外僑身份證者」、「生於越南，父為中國人，母為越南人之婚生子女者」以及「非婚生子女，其世系經證明父為中國人母為越南人，在越南出生者」均為越南人。並且規定「在本法公佈後出生之明鄉為越南人，無拋棄國籍權」。:64-5儘管南越單方面視明鄉和生於越南的中國人為越南人這一舉措對中國並不友善，就在該法頒布10天后，中華民國與越南共和國建交。此舉被認為有可能「強化了吳廷琰推動華僑越化政策之信心」。:64
次年8月21日，吳廷琰藉由第48號諭令修改了《國籍法》的第16條，稱「在越南出生之兒童，其父母均為中國人者，均一律係越南籍。在本諭令未公佈之前，在越南出生之兒童，其父母為中國人者，亦一律係越南籍」。儘管此舉招致華僑界的非議，南越仍有超過一半的華僑被迫加入越籍。:66之後，吳廷琰政府的第52號諭令又對《國籍法》作出了補充，稱越南國籍嬰孩不論原籍，在報生和辦理戶籍時均不能以外國音登記姓名，須以越南字為準。包括明鄉人在內已經使用外國音作姓名者須在六個月內申請越南化姓名。諭令還表示，「越南姓氏而名字乃中國或外國者，應譯成越南音抑譯取其義，其目的乃避免含有外國形式或音韻」。:67各方研究分析結果顯示，南越強迫華人入籍基本上出於國家安全、經濟、民族獨立思維、政治利害、強化國力及反共等多種考量。:67-8
與中華人民共和國建交的北越也對華人實施了一系列的同化政策，但具體步驟較為溫和。越南民主共和國官方報紙《人民报》在1954年7月刊文表示「越南勞動黨黨綱明確指出：『如果華僑自願並得到友邦政府和我國政府的同意，他們可以享受越南公民一樣的權利和義務』」。10月，北越廢除了法屬越南時期的人頭稅——「華僑身份證稅」。:118-9在南越吳廷琰政府實施同化越南華僑和明鄉人之舉措的時期，北越及中華人民共和國均對其進行了斥責。《人民報》在1957年6月稱「吳廷琰集團是越南人和華僑的共同敵人」，其強迫華僑入籍越南的行為「是一種獨裁的、法西斯的嚴重違反國際法的行動」。:120

### 南北統一之後
在越南民主共和國與中華人民共和國就華僑問題協商一致的20多年後，因國家統一而建立的越南社會主義共和國從1977年左右至1982年展開了驅逐華人的行動。其間，政府發起「剷除買辦資本家」、「改造資本主義工商業」運動，侵吞華人資產並通過種種途徑削弱其在各行各業的影響力與作為公民的人身自由，引發許多暴力事件、造成華人死傷。數十萬華人逃離越南、前往中國和東南亞其它國家，越南各地的華人數量均出現劇烈下降。:140-55但時年越南政府對這些行為予以否認，稱華人離境屬於自願。:161諸多惡性事件直至1982年越南共產黨中央委員會書記處承認「以往將華人視為『北京工具』的政策是一種錯誤」、且將華人列為國內54個民族之一時才有所緩和。:158
1986年末，阮文靈成為越南共產黨中央總書記，一班新晉領導層開始主張改革、修復與華人的關係，放寬針對華人的各種限制政策、給予其更多自由。次年初，中央委員會正式承認華人的公民身份、肯定其為越南作出的貢獻，著手改善其在各方面的地位。五六年後，華人在越南商界重歸活躍、經濟增長迅速，華語文化也得到相應的緩步發展。:166-84

## 人口
《南洋年鑒》一書稱「明鄉華僑以南越為最多，其人數在1921年為64500人，1931年增為73000人」。然而此處未定義「明鄉華僑」一語所指的是明鄉抑或華僑，所以具體人數無法確定。:8《越南華人與其經濟發展》（The Ethnic Chinese and Economic Development in Vietnam）一書提到，1921年時，南圻的46,500明鄉人在當地所有華人中佔了42%。但是到了1950年，越南南部的75,000明鄉人僅僅佔了所有華人的10%。這種人口比例的下降也說明了現代華人的大量移民漸漸超過了本土的明鄉人。:28時至今日，僅有少數為學術研究而在各地進行的調查與估算結果顯示，明鄉人的數量約有幾百至上千名。:8

## 語言
越南語受漢語影響頗深，也曾吸納泰語、老撾語、蒙古語等語言的元素。越南在13世紀仿效漢字創造了喃字，但最終未能取代前者。在向南方遷居過程中，華人也將漢語、漢字和大量中國典籍帶到了越南。基於這些因素，越南語本身夾帶著許多古漢越語和越化漢語。:16
不過在當代，幾乎所有明鄉人都使用越南語，並不擁有中文的口頭交流與讀寫能力。一些明鄉人的父輩仍操漢語方言（廣東話與福建話）和法語，然而到他們這一代便不再使用。據推測，少數明鄉人在19世紀末期依舊使用漢字。而到了約莫20世紀初期，明鄉人掌握的漢語方言便有大量失傳的趨勢。:11

## 文化

### 會館

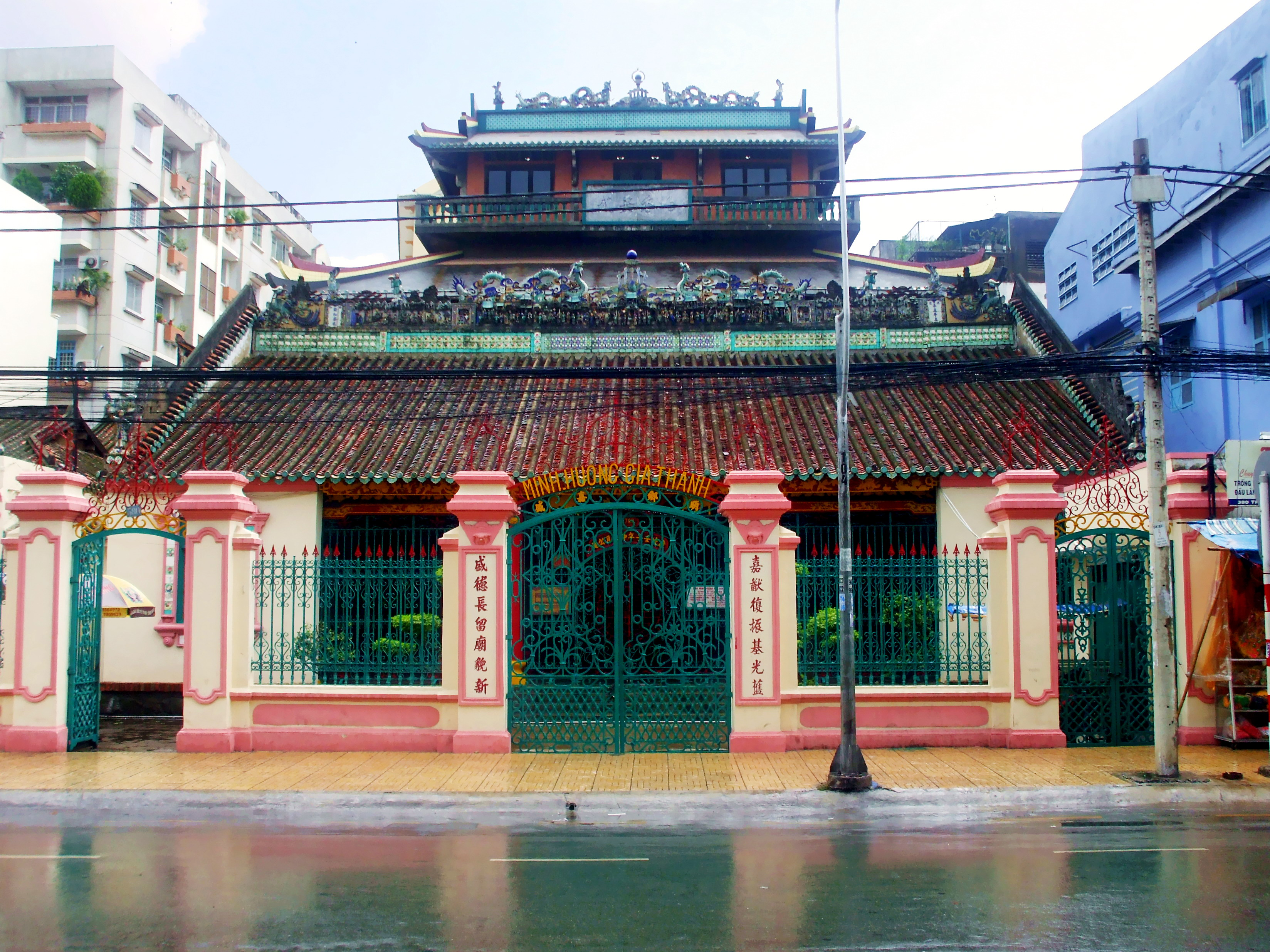
明鄉嘉盛堂外景，門口的對聯上寫著「嘉獻復振基光舊，盛德長留廟貌新」。

在古代不同時期遷入越南的華裔均有相應「會館」，便於祭拜神明、祖先及進行社交活動。明鄉人在胡志明市有「明鄉嘉盛堂」、「義潤會館」、「富義會館」與「福安會館」（目前由以廣東後裔為主的華人管理），在同奈省邊和市有「新鄰亭」，在廣南省會安市亦有「明鄉萃先堂」與「文聖廟」。:6
位於胡志明市堤岸第五郡水兵街的明鄉嘉盛堂是越南文化通訊部認定的歷史文化遺跡，有「明鄉嘉盛會館」、「明鄉會館」和「嘉盛堂」等別稱，由81位明鄉人始創於1789年（一說是1778年），目的在於紀念陳上川、鄭懷德、阮有鏡、吳仁靜等華人後裔或者與華人相關的人物。會館曾在20世紀歷經5次重修，60年代時會員曾達到60萬、遍佈越南各地，:12現由民間的私人團體經營、自治的委員會管理，僅有從父系傳承的明鄉人方可加入。整個會館有正殿與後殿之分，正殿以虛擬的象征性「龍飛」年號祭祀著一位明朝末年的皇帝，據傳意在避免觸怒清朝及阮朝皇帝。後殿祭拜的多是歷史上為嘉盛堂經營有功或曾為會館重建出資的人士。此外，正殿的左右側分別祭祀了以上四位古代人物中的兩位。神位兩側掛有對聯，上書初期明鄉人持反對清朝之態度的文字：:9-10:2
恥作北朝臣 綱常鄭重
寧為南國客 竹帛昭垂
另有一副對聯的內容則是：:2
明王永治南天 天光化日
鄉里安居越地 地利人和
殿內亦有時年中華民國總統蔣中正及副總統陳誠在1960年代贈予的兩塊牌匾，上書「敦本睦鄰」及「正氣長存」字樣。牌匾上原有的兩人姓名在1975年南越和北越統一之際因政治敏感因素被主動剔除。越南統一後，明鄉會館被政府排斥、一些明鄉人遭到清算鬥爭。由於這些原因，明鄉會館以及前往會館參與活動的明鄉人之數量逐年銳減，從往年的二三百人降至今天的數十人。:9-10
位於同奈省邊和市的新鄰亭也是越南官方認定的歷史文化古蹟，早期僅僅是一座廟宇。19世紀初，當地居民為對開墾荒地的陳上川表示尊敬，廟宇經兩度遷移，最終落腳今天的地點。廣南省會安市的明鄉萃先堂屬於當地古代街道中的景點，用以祭拜明鄉人的祖先與歷代人物，大約始建於18世紀末至19世紀初，現有成員數百。:12-3該會館內置著供奉神明的牌匾，內容為：:7
慶德癸己年穀旦書
三界伏魔大帝
敕封
神威遠振天尊
明香員官各職全社立
其中「慶德癸己年」指1653年，從而表明了該牌匾是最早有關「明香社」的實物證據。:7除此之外，舊稱庯憲（也作「舖憲」）的興安省興安市是古時重要的港口，在此地聚集的華人亦曾建設「北和明鄉會」。:14

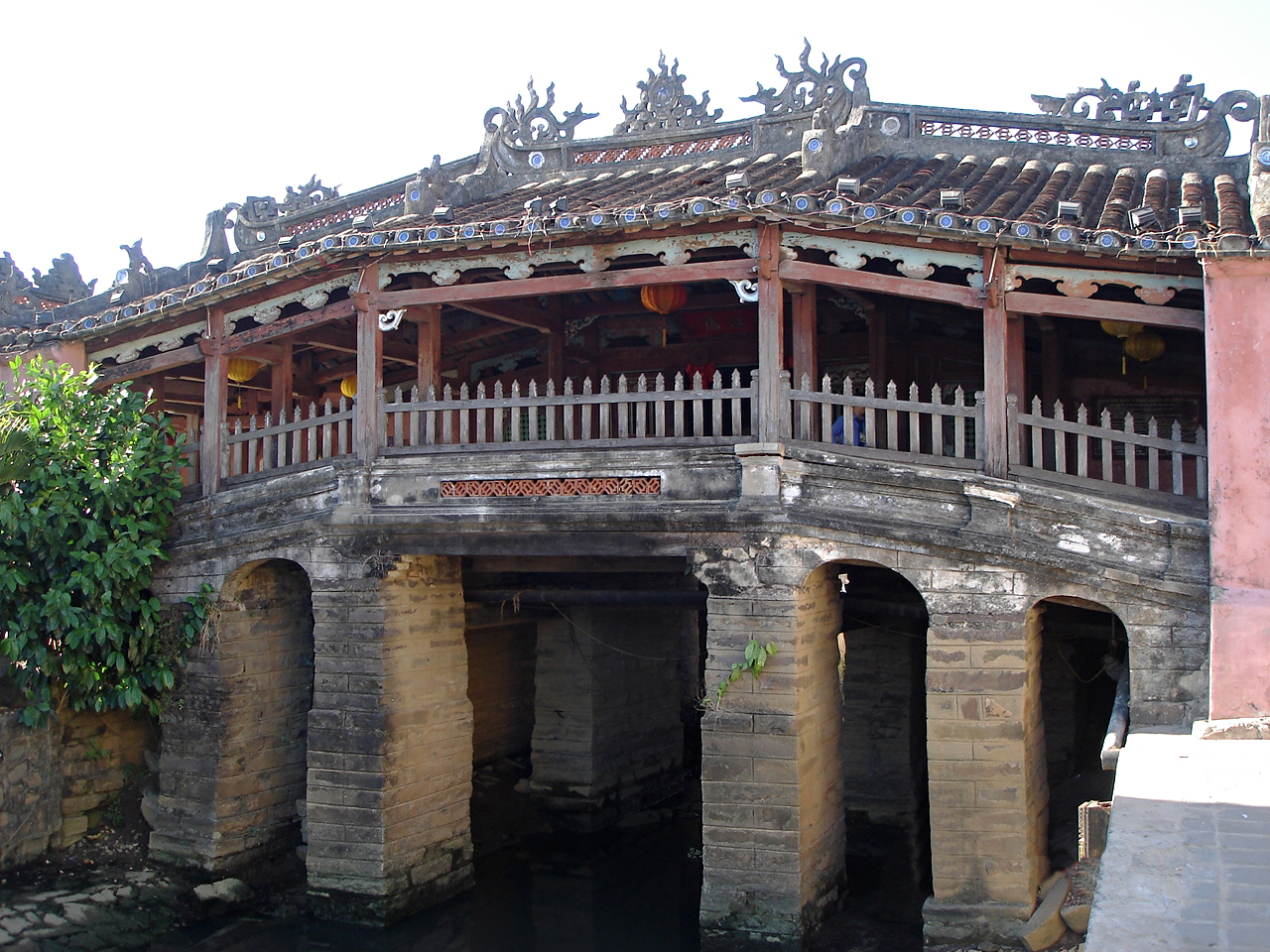
會安古城的地標來遠橋。

### 其它遺跡
會安有一座日本商人於1593年興建的「日本橋」。1715年，皇帝阮福淍前往「廣南營」閱兵途中路過會安，發現日本商船雲集於此，特將其命名為「來遠橋」，以御書匾額相賜。橋上可見碑文，名曰《大南保大元年歲次丙寅五月甲午日乙亥已亥牌明鄉勝和譜官員鄉職本譜重修碑銘》，列舉出了當時與明鄉社有關的官員名錄。此外，橋上還有銘文記錄了歷代修繕的時間和主持人物。:9
堅江省有鄚玖廟、鄚玖街、鄚天賜廟，每年農曆十二月，各地均會舉辦祭祀活動以紀念鄚氏父子為開拓當地作出的貢獻。胡志明市和其餘越南南部各地亦有祠廟紀念先祖陳上川。:19

### 習俗
明鄉人鄭懷德編寫的《嘉定城通志》記載，南圻地區當時的婚喪、節慶、衣飾及用具均有著濃厚的中華色彩。:17但是當代多數明鄉人都遵守京族的習俗，只是細節及衣著上存在些許差異。以嘉盛堂為例，會館成員結婚前二日需要返回祭拜，並且向會館通告家庭中的新生兒（每年約有2至4名新生兒）。在與華人的差異方面，明鄉人不重視清明節（儘管嘉盛堂2010年的介紹手冊里清明節在列），而近現代移居越南的華人則相反。:10

## 與其他華人族群的差異
從清朝統治的中國遷至越南的華人在阮朝時期被稱作「唐人」（Đường nhân），有別于清朝之前就移入的明鄉人。朝廷針對唐人也有相應政策、條文，如《唐人稅例》等，依據省籍為他們設立同鄉組織。隨著數量愈發增多，唐人漸漸超過明鄉，最後成為在越華人的主要族裔。:13
現代越南華人被歸類為華族、艾族和山由族（越南少數民族），而明鄉人屬於京族（越南主體民族）。:3華人在各地的會館與明鄉人並無往來，主要是由於語言不通和文化認同與經濟條件之差異：越南華人仍講華語，且在20世紀末隨著中越關係的改善而逐漸富裕；明鄉人則完全使用越南語、認同自己的越南人身份，在同一時期的經濟狀況也並不理想。:6
此外，明鄉人的移民距今已有二百至三百年，早期以男性居多、人數甚少，所以普遍與越南女性通婚。時至今日，其人數依舊沒有顯著增長（不足越南總人口的0.01%）。明鄉人的人文教育也早已越南化，對祖輩傳統的傳承與否多取決於家中長輩，不具有牢固的延續性。而較晚移民、人數多達80餘萬的越南華人擁有華文傳媒、學校與傳統習俗，在種種方面體現出了不同之處。:17從整體上看，固然有些許成員「盡力保有明鄉人族群意識」，這一族群實際上已經徹底本土化、融了越南的主體社會。:13

## 明鄉名人
- 鄭懷德：阮朝世祖朝累歷協辦大學士，吏部、兵部、禮部尚書，嘉定總鎮印務，欽修《玉譜》總裁。[2]:9
- 潘清簡：阮朝鴻臚寺卿，如清副使，大理寺卿，機密院大臣，戶部、兵部、刑部侍郎與尚書。[2]:9[5]
- 吳仁靜[2]:9[5]
- 陳踐誠：原名陳養鈍，阮朝工部尚書、國史館總裁、文明殿大學士、機密院大臣、輔政大臣[2]:9[5]

### 引註
1. 1 2 3 4 5 6 7 8 9 10 11 12 13 14 15 16 17 18 19 20 21 22 23 24 25 26 27 28  蔣為文.  (PDF). 《台灣國際研究季刊》 (國立成功大學越南研究中心). 2013, 9 (4): 63-90  [2014-06-23]. （原始内容存档 (PDF)于2018-09-30） （中文（臺灣））.
2. 1 2 3 4 5 6 7 8 9 10 11 12 13 14 15 16 17 18 19 20 21 22 23 24 25 26 27 28 29 30  李庆新.  (PDF) (学位论文). 广东省社会科学院历史研究所(中国高校人文社会科学信息网). 2010  [2014-06-24]. （原始内容 (PDF)存档于2021-01-08） （中文（中国大陆））.
3. 1 2 3 4  . . 中國文化大學. 1983  [2014-06-24]. （原始内容存档于2021-03-09） （中文（臺灣））.
4. 1 2 3 4  Khanh Tran.  [《越南華人與其經濟發展》]. Institute of Southeast Asian. 1993  [2014-07-07]. ISBN 9813016671. （原始内容存档于2014-07-14） （英语）.
5. 1 2 3 4 5 6 7 8  尤建设.  (PDF). 《西南师范大学学报》（人文社会科学版） (南开大学世界近现代史研究中心). 2006-11, 32 (6)  [2014-06-26]. （原始内容 (PDF)存档于2014-07-14） （中文（中国大陆））.
6. 1 2 3 4 5  陳元爍編輯、陳荊和撰. . 香港中文大學新亞研究所. 1964-10 （中文（香港））.
7. 1 2  Leo Suryadinata.  [《東南亞人中的華人》]. Institute of Southeast Asian Studies. 1997  [2014-07-07]. ISBN 9813055502. （原始内容存档于2021-03-22） （英语）.
8. ↑  李恩涵. . 五南圖書出版股份有限公司. 2003: 123  [2014-07-07]. ISBN 9571134058. （原始内容存档于2014-07-14） （中文（繁體））.
9. 1 2 3 4 5 6 7  黃宗鼎. .  (PDF) (碩士论文). 國立政治大學中山人文社會科學研究所: 23-63. 2006  [2014-07-02]. （原始内容 (PDF)存档于2014-07-14） （中文（臺灣））.
10. 1 2 3 4 5  黃宗鼎. .  (PDF) (碩士论文). 國立政治大學中山人文社會科學研究所: 64-117. 2006  [2014-07-02]. （原始内容存档 (PDF)于2020-12-01） （中文（臺灣））.
11. 1 2  黃宗鼎. .  (PDF) (碩士论文). 國立政治大學中山人文社會科學研究所: 118-139. 2006  [2014-07-02]. （原始内容存档 (PDF)于2020-12-01） （中文（臺灣））.
12. 1 2 3  黃宗鼎. .  (PDF) (碩士论文). 國立政治大學中山人文社會科學研究所: 140-165. 2006  [2014-07-02]. （原始内容存档 (PDF)于2020-12-01） （中文（臺灣））.
13. ↑  黃宗鼎. .  (PDF) (碩士论文). 國立政治大學中山人文社會科學研究所: 166-200. 2006  [2014-07-02]. （原始内容存档 (PDF)于2020-12-01） （中文（臺灣））.

### 說明
- 《第二次世界大戰後越南之華人政策（1945-2003）》論文資訊來自：臺灣博碩士論文知識加值系統 - 詳目顯示 - 論文基本資料（繁體中文）

## 延伸閱讀
- 黃蘭翔.  (PDF) (学位论文). 國立臺灣大學藝術史研究所.   [2014-07-06]. （原始内容存档 (PDF)于2021-01-18） （中文（臺灣））.
- 蔣為文.  (PDF). 《亞太研究論壇》 (中央研究院亞太區域研究中心): 131–156.   [2017-08-08]. （原始内容存档 (PDF)于2021-03-09） （中文（臺灣））.
- 蔣為文. . 《亞太研究論壇》 (中央研究院亞太區域研究中心): 37–54.   [2023-10-30] （中文（臺灣））.
- 蔣為文《唐山過越南:越南明鄉人之認同轉變與在地化研究》，成大越南研究中心&亞細亞國際傳播社出版，2024年11月。
- 蔣為文(主編)《明鄉人的在地化研究：越南、韓國與台灣之比較》，成大越南研究中心&亞細亞國際傳播社出版，2024年11月。